# Kawanishi K-8
El Kawanishi K-8 fue un hidroavión japonés fabricado por la compañía Kawanishi. Se trataba de un monoplano biplaza con dos flotadores.

## Historial
Su desarrollo por parte de Eiji Sekiguchi se inició a principios de 1925 tras el éxito del modelo Kawanishi K-7. El objetivo principal era ser un transporte de correo, pero en el diseño también se tuvo en cuenta un posible interés de la Armada Imperial Japonesa para emplear el aparato como avión de reconocimiento de largo alcance.
El primer K-8 tenía el ala de implantación alta, con las dos cabinas en tándem de la tripulación por encima de la misma. Sin embargo, desde el segundo ejemplar de producción el ala pasó a ser parasol. Los cinco ejemplares construidos mostraron pequeñas diferencias de diseño entre sí. Construido totalmente de madera con recubrimiento de tela, el morro era virtualmente idéntico al del K-7. Un motor poco potente combinado con una elevada carga alar hacían al K-8 un aparato lento y poco ágil, pero al mismo tiempo muy estable y fácil de controlar.
En septiembre de 1926, la Asociación Imperial de Voluntarios para la Defensa Marítima (Teikoku Kaibo Gikai) hizo un encargo a Kawanishi de dos K-8 modificados. La superficie alar se redujo recortando la envergadura y redondeando las puntas alares. El fuselaje fue estrechado y las cabinas retrasaron su posición, con lo que se mejoró la aerodinámica. Ambos aparatos estuvieron listos en marzo de 1927, y se dedicaron a realizar vuelos promocionales durante los meses siguientes, tras lo que fueron cedidos nuevamente a la compañía aérea de Kawanishi, Nippon Koku, que los retiró del servicio en 1929, tras usarlos intensivamente como aviones-correo.

## Variantes
K-8A
Versión original. Cinco unidades construidas.
K-8B
Aparato con menor envergadura y fuselaje más estrecho. Dos unidades construidas.

## Especificaciones

### K-8A
Referencia datos: Japanese Aircraft 1910–1941

### Características generales
- Tripulación: 2
- Longitud: 10,935 m
- Envergadura: 17,6 m
- Altura: 3,68 m
- Superficie alar: 39 m²
- Peso vacío: 1320 kg
- Peso cargado: 1930 kg
- Planta motriz: 1× motor en línea de 6 cilindros Maybach Mb.IVa.
  - Potencia: 245 hp

### Rendimiento
- Velocidad máxima operativa (Vno): 164,8 km/h
- Alcance: km
- Radio de acción: km
- Alcance en combate: km
- Alcance en ferry: km
- Techo de vuelo: 6500 m

### Características generales
- Tripulación: 2
- Longitud: 11,8 m
- Envergadura: 16 m
- Altura: 3,8 m
- Superficie alar: 34 m²
- Peso vacío: 1345 kg
- Peso cargado: 1955 kg
- Planta motriz: 1× motor en línea de 6 cilindros Maybach M IVa.
  - Potencia: 260-305 hp

### Rendimiento
- Velocidad máxima operativa (Vno): 185,2 km/h
- Alcance: km
- Radio de acción: km
- Alcance en combate: km
- Alcance en ferry: km
- Techo de vuelo: 5000 m

### Aeronaves similares
- Heinkel HE 12
- LFG V 101
- Latécoère 28

### Secuencias de designación
← K-6 • K-7 • K-8 • K-10 • K-11 →

### Listas relacionadas
- Anexo:Hidroaviones y aviones anfibios